# Zvardes mezi
Zvardes mezi este o arie protejată (arie specială de conservare — SAC, sit de importanță comunitară — SCI, arie de protecție specială avifaunistică — SPA) din Letonia întinsă pe o suprafață de 8.173,82 ha, integral pe uscat.

## Localizare
Centrul sitului Zvardes mezi este situat la coordonatele 56°29′55″N 22°36′41″E / 56.4985°N 22.6113°E.

## Înființare
Situl Zvardes mezi a fost declarat arie de protecție specială avifaunistică în mai 2004 pentru a proteja 1 specie de plante și 29 de specii de animale. Alte tipuri de protecție:
- sit de importanță comunitară (în mai 2004)
- arie specială de conservare (în mai 2004)[1][3][4]

## Biodiversitate
Situată în ecoregiunea boreală, aria protejată conține 13 habitate naturale: Lacuri eutrofice naturale cu vegetație de tip Magnopotamion sau Hydrocharition, Cursuri de apă de la nivel de câmpie la nivel montan, cu vegetație Ranunculion fluitantis și Callitricho-Batrachion, Pajiști uscate seminaturale și facies de acoperire cu tufișuri pe substraturi calcaroase (Festuco-Brometalia) (* situri importante pentru orhidee), Pajiști fino-scandinave uscate până la mezice, bogate în specii de altitudine mică, Pajiști cu Molinia pe soluri calcaroase, turboase sau argilos-nămoloase (Molinion caeruleae), Izvoare fino-scandinave și mlaștini produse de izvoare bogate în minerale, Taiga vestică, Păduri caducifoliate bătrâne naturale hemiboreale fino-scandinave (Quercus, Tilia, Acer, Fraxinus sau Ulmus) bogate în specii epifite, Păduri fino-scandinave bogate în ierburi cu Picea abies, Păduri caducifoliate de mlaștină fino-scandinave, Păduri pe pante, grohotișuri și ravene de Tilio-Acerion, Mlaștini împădurite, Păduri aluvionare cu Alnus glutinosa și Fraxinus excelsior (Alno-Padion, Alnion incanae, Salicion albae).
La baza desemnării sitului se află mai multe specii protejate:
- plante (1): turiță (Agrimonia pilosa)
- păsări (24): acvilă țipătoare mică (Aquila pomarina), cocoșul de mesteacăn (Bonasa bonasia), buhai de baltă (Botaurus stellaris), barză albă (Ciconia ciconia), barză neagră (Ciconia nigra), erete de stuf (Circus aeruginosus), cristeiul de câmp (Crex crex), lebădă de iarnă (Cygnus cygnus), ciocănitoare cu spate alb (Dendrocopos leucotos), ciocănitoarea de stejar (Dendrocopos medius), ciocănitoare neagră (Dryocopus martius), muscar (Ficedula parva), cocor (Grus grus), codalb (Haliaeetus albicilla), sfrâncioc roșiatic (Lanius collurio), ciocârlie de pădure (Lullula arborea), gaia neagră (Milvus migrans), vultur pescar (Pandion haliaetus), viespar (Pernis apivorus), ciocănitoare de munte (Picoides tridactylus), ciocănitoare verzuie (Picus canus), cresteț pestriț (Porzana porzana), chiră de baltă (Sterna hirundo), cocoșul de mesteacăn (Tetrao tetrix tetrix)
- amfibieni (1): triton cu creastă (Triturus cristatus)
- mamifere (1): vidră de râu (Lutra lutra)
- nevertebrate (2): fluturele purpuriu (Lycaena dispar), Vertigo geyeri
- pești (1): țipar (Misgurnus fossilis)

Pe lângă speciile protejate, pe teritoriul sitului au mai fost identificate 16 specii de plante, 5 specii de păsări, 7 specii de mamifere, 3 specii de nevertebrate.